# 1994 w nauce

## Astronomia
- Vera Rubin – Nagroda Henry Norris Russell Lectureship przyznawana przez American Astronomical Society.
- John Bahcall – Nagroda Dannie Heineman Prize for Astrophysics przyznawana przez American Astronomical Society.

## Nagrody Nobla
- Fizyka – Bertram Brockhouse, Clifford Shull
- Chemia – George Olah
- Medycyna – Alfred Gilman, Martin Rodbell